# 山口県道53号徳山停車場線
山口県道53号徳山停車場線（やまぐちけんどう53ごう とくやまていしゃじょうせん）は、山口県周南市を通る県道（主要地方道）である。

## 概要
徳山駅前から周南市桜馬場通2丁目に至る短距離路線であるが、片側3車線と広い道幅を持っている道路である。
徳山駅から周南市役所（市役所前交差点）までは、御幸通の愛称が付けられている。
御幸通の両側には大木の並木があり、毎年12月には「徳山ツリー祭り」と銘打って飾り付けられ、市民や帰省客の目を楽しませている。

### 路線データ
- 起点：周南市御幸通2丁目（徳山停車場）
- 終点：周南市桜馬場通2丁目（二番町交差点[1]、山口県道52号徳山港線・山口県道347号下松新南陽線上）

## 歴史
- 1993年（平成5年）5月11日 - 建設省から、県道徳山停車場線が徳山停車場線として主要地方道に指定される[2]。

## 路線状況

### 重複区間
- 山口県道347号下松新南陽線（周南市御幸通1丁目・市役所前交差点 - 周南市桜馬場通2丁目・二番町交差点[1]（終点））
- 山口県道52号徳山港線（周南市桜馬場通2丁目・桜馬場交差点 - 周南市桜馬場通2丁目・二番町交差点[1]（終点））

## 地理

### 通過する自治体
- 周南市

### 交差する道路
| 交差する道路                                   | 交差する場所  | 交差する場所        |
| ---------------------------------------------- | ------------- | ------------------- |
| 山口県道347号下松新南陽線                      | 御幸通1丁目   | 市役所前交差点      |
| 山口県道52号徳山港線                           | 桜馬場通1丁目 | 桜馬場交差点        |
| 山口県道347号下松新南陽線 山口県道52号徳山港線 | 桜馬場通2丁目 | 二番町交差点 / 終点 |

### 沿線
- JR西日本山陽本線・山陽新幹線 徳山駅
- 周南市立徳山小学校